# Samuel Hoffmann
Samuel Hoffmann (ou Hofmann), né en 1595 à Sax, dans le Canton de Saint-Gall et mort le 24 janvier 1649 à Francfort-sur-le-Main, est un peintre suisse, actif également dans le nord des Pays-Bas et en Allemagne.

## Biographie
Samuel Hoffmann (ou Hofmann) naît en 1595 à Sax dans le canton de St Gall. Il descend du côté paternel d'une ancienne famille de paysans de l'Oberland zurichois ; son père est pasteur protestant. De 1608 à 1611, il suit une formation de peintre auprès du peintre zurichois Gotthard Ringgli (1575-1635). En 1613, il effectue des travaux de restauration au monastère de Töss à Winterthur avant de partir en voyage.
Vers la fin de l'année 1624, il part pour Amsterdam, où il travaille probablement quelque temps comme compagnon avant de devenir son propre patron vers 1617-1618.
Samuel Hoffmann meurt le 24 janvier 1649 à Francfort-sur-le-Main.